# اریک هایاس
اریک هایاس (انگلیسی: Erik Hajas؛ زادهٔ ۱۶ سپتامبر ۱۹۶۲) بازیکن هندبال اهل سوئد است.